# پریسا مقتدی
پریسا مقتدی (متولد ۱۳۴۹ در شیراز) بازیگر و کارگردان تئاتر و مدیر سابق مجموعه تئاتر شهر است.

## زندگی‌نامه
پریسا مقتدی در سال ۱۳۴۹ در شیراز به دنیا آمد. او لیسانس برنامه‌ریزی شهری از دانشگاه شیراز و فوق‌لیسانس کارگردانی تئاتر از دانشکده هنر و معماری دارد و فارغ‌التحصیل دوره یک‌ساله فیلم‌سازی انجمن سینمای جوان ایران و دوره یک‌ساله بازیگری از اداره کل فرهنگ و ارشاد اسلامی فارس است. وی نخستین زنی است که مدیریت مجموعه تئاتر شهر را تا کنون در اختیار گرفته است. پیش از او اتابک نادری ریاست تئاتر شهر را بر عهده داشت.

ریاست فرهنگسرای سرو، مدیر هنری فرهنگسرای سرو (بانو) و مسئول انجمن نمایش فرهنگسرا، مدیر هنری تالار هنر، عضو هیئت مؤسس انجمن تئاتر کودک و نوجوان خانه تئاتر، سرپرست مجموعه تئاتر شهر (از ۱۳۸۹ تا ۱۳۹۰) از دیگر مسئولیت‌های وی بوده است.

## آثار

### سریال
- بدل به کارگردانی علیرضا مسعودی؛ ۱۴۰۳
- نوروز رنگی به کارگردانی علیرضا مسعودی؛ ١۴٠٠
- زیر همکف به کارگردانی بهمن گودرزی؛ ۱۳۹۸
- فوق لیسانسه‌ها به کارگردانی سروش صحت؛ ۱۳۹۸
- آچمز به کارگردانی مهرداد خوشبخت؛ ۱۳۹٨
- گشت پلیس به کارگردانی مهرداد خوشبخت؛ ۱۳۹۷
- لیسانسه‌ها به کارگردانی سروش صحت؛ ۱۳۹۵–۱۳۹۶
- غیرعلنی به کارگردانی مهرداد خوشبخت؛ ۱۳۹۴
- زمین انسانها به کارگردانی ابوالحسن داودی؛ ۱۳۸۹
- آپارتمان شماره ۱۳ به کارگردانی سید وحید حسینی؛ ۱۳۸۸

### سینمایی
- روز روشن به کارگردانی حسین شهابی؛ ۱۳۹۱

### نمایش
| نام                                 | کارگردان        | زمان و مکان نمایش              | مسئولیت         |
| منتظران نوشته حسین جعفری            |                 | شیراز تالار دستغیب؛ ۱۳۷۰       | کارگردانی       |
| ملکه‌های فرانسه نوشته تورنتون وایلدر |                 | شیراز، ۱۳۷۱                    | کارگردانی       |
| کارگردانی تناک نوشته الیزا اورامی   |                 | تهران، شیراز ۱۳۷۴              | کارگردانی مشترک |
| راز دشت بزرگ                        |                 | شیراز، ۱۳۷۵                    | کارگردانی مشترک |
| مأموریت برای شاپرکها                |                 | شیراز، ۱۳۷۶                    | کارگردانی مشترک |
| خاله ایران                          |                 | تهران، ۱۳۸۶                    | کارگردانی مشترک |
| شبی که راشل از خانه رفت             | گئورگ لوکاس     | تهران، ۱۳۸۹                    | کارگردانی       |
| پاندورا                             | علی نقی رزاقی   | اهواز، شیراز ۱۳۶۸              | بازی            |
| سفرهای دور و دراز چونگ‌لی            | احمد سپاسدار    | شیراز، ۱۳۷۱                    | بازی            |
| هنگامه                              | حمید کاظم‌زاده   | شیراز، ۱۳۷۲                    | بازی            |
| فرناندویی که می‌شناختم               | فریبرز مولازاده | شیراز، ۱۳۷۲                    | بازی            |
| لالایی                              | محمد رسول‌اف     | شیراز، ۱۳۷۳                    | بازی            |
| پشت ویرانی همسایه                   | مجید قاسم‌زادگان | شیراز، یزد، ۱۳۷۴               | بازی            |
| ش. م. ر                             | رحیم هودی       | شیراز، تهران، ۱۳۷۵             | بازی            |
| طلوع در آینه                        | کاظم روزی طلب   | تهران ۱۳۷۵                     | بازی            |
| شب مویه‌ها                           | عباس غفاری      | تهران، جشنواره دفاع مقدس، ۱۳۷۷ | بازی            |
| دایره گچی قفقازی                    | حمید سمندریان   | تهران، ۱۳۷۷                    | بازی            |
| عروسک فرانسوی                       | ندا هنگامی      | تهران، ۱۳۸۳                    | بازی            |
| فرزند                               | سیمین امیریان   | تهران، ۱۳۸۵                    | بازی            |
| بی در زمان                          | حسین مهکام      | تهران، ۱۳۸۶                    | بازی            |
| کوکوی کبوتران حرم                   | علیرضا نادری    | تهران، ۱۳۸۷                    | بازی            |
| من حرفی ندارم...                    | آشا محرابی      | تهران، ۱۳۸۸                    | بازی            |
| اتوبان                              | آشا محرابی      | تهران، ۱۳۸۹                    | بازی            |
| حریم                                | آرش دادگر       | مجموعه آزادی، ۱۳۹۰             | بازی            |
| تانگوی تخم مرغ داغ                  |                 | تالار وحدت ۱۳۹۳                | بازی            |

### فیلم کوتاه
- «بنی آدم اعضای یکدیگرند» (نویسنده، کارگردان) ۱۳۶۷
- «بیا تا گل برافشانیم» (نویسنده، کارگردان) ۱۳۶۸
- «تراژدی آقای قانع» (طراحی صحنه و لباس) ۱۳۷۱
- «دل آشوب» (مشاور کارگردان) ۱۳۷۶

### بازی
- تله تئاتر «افسانه» به کارگردانی «اسرافیل علمداری»؛ ۱۳۸۹
- تله تئاتر «من حرفی ندارم» به کارگردانی «آشا محرابی»؛ ۱۳۹۰
- مجموعه تلویزیونی دفترخانه شماره ۱۳ به کارگردانی سید وحید حسینی؛ ۱۳۸۸
- مجموعه تلویزیونی «زمین انسان‌ها» به کارگردانی ابوالحسن داودی؛ ۱۳۸۹
- تله فیلم «خاطرات روزانه من» به کارگردانی هاشم اولیایی، ۱۳۹۰
- تله فیلم «دسر توت فرنگی» به کارگردانی محمد رضا حاجی باشی، ۱۳۹۱

### نمایشنامه‌خوانی
- خاله ایران، حلقه‌بازی و تهران ۱۳۹۰ به عنوان کارگردان
- خرده جنایت‌های زناشوهری و بلوط‌های تلخ به عنوان نقش خوان

## جوایز
- دریافت جایزه کارگردان برگزیده (به طور مشترک) برای نمایش «همسران» از جشنواره قطعات نمایشی دانشجویان؛ ۱۳۷۰
- دریافت جایزه دوم کارگردانی برای نمایش «ملکه‌های فرانسه» از جشنواره تئاتر سراسری دانشجویی ؛۱۳۷۱
- دریافت جایزه بازیگر برگزیده از جشنواره سراسری تئاتر دانشجویی اصفهان؛ ۱۳۷۲
- دریافت جایزه بازیگر برگزیده از جشنواره سراسری تئاتر دفاع مقدس، تهران؛ ۱۳۷۵